# Tanzania Meteorological Authority
Die Tanzania Meteorological Authority (TMA) ist der staatliche meteorologische Dienst Tansanias.

## Geschichte und Organisation
Tansania ist seit dem 13. Oktober 1962 Mitglied der WMO. Die ersten Wetterbeobachtungen auf dem Gebiet des heutigen Tansanias datieren auf den Oktober 1886 und stammen aus dem an der Küste gelegenen Stone Town in Sansibar. Wetterstationen zur Messung von Niederschlagsmengen weiter im Inland wurden in Bagamoyo, Tanga, Amani und Bukoba errichtet. Zur britischen Kolonialzeit war für die meteorologischen Dienste in Tansania zunächst der am 1. Januar 1929 gegründete British East African Meteorological Service zuständig, welcher 1948 in das East African Meteorological Department (EAMD) überging. Das EAMD bestand bis 1977. Ihm folgte das durch den Parliamentary Act No. 6 of 1978 gegründete nationale Directorate of Meteorology und ab 3. Dezember 1999 nach dem Parliamentary Executive Agencies Act No 30 of 1997 die Tanzania Meteorological Agency.
Die heutige Tanzania Meteorological Authority wurde durch den Meteorological Authority Act No. 2 of 2019 gegründet und untersteht dem Ministry of Transport. Zur TMA gehört das National Meteorological Training Centre in Kigoma.
Es gibt ein Netz von mehr als 2000 Niederschlagsmessstationen im Land. Viele historische Wetterdaten sind noch nicht digitalisiert.

## Aufgaben
Zu den Aufgaben der TMA zählen unter anderem:
- die Umsetzung der nationalen Politik in Bezug auf Wetter- und Klimafragen
- die Herausgabe von Unwetterwarnungen und -hinweisen
- meteorologische Dienste für die Luftfahrt, Schifffahrt und Fischerei
- die Veröffentlichung von meteorologischen und klimatologischen Zusammenfassungen
- die Durchführung von Forschung, Sensibilisierungsmaßnahmen und Schulungen in den Bereichen Meteorologie und Klimatologie
- die Zulassung und Registrierung meteorologischer Stationen
- die Bewahrung meteorologischer Aufzeichnungen und Daten